# ناپایداری محیطی
ناپایداری همواره مفهومی اساسی در ادبیات موضوع تئوری‌های سازمانی بوده‌است، بویژه در آن بخش از این تئوری‌ها که به دنبال توضیح رابطه بین سازمان‌ها و محیطشان هستند. تامپسون در کتاب معروف خود با عنوان سازمان‌ها در عمل، ادعا کرده‌است که اساسی‌ترین چالش پیش روی مدیران ارشد سازمان‌ها کنترل ناپایداری محیطی است.
برخی دانشمندان تئوری‌های سازمانی و مدیریت، ناپایداری محیطی را پدیده‌ای صرفاً ادراکی می‌دانند و عده‌ای دیگر این مفهوم را یکی از ویژگی‌های محیط فعالیت شرکت‌ها قلمداد می‌کنند. امروزه هیچ‌یک از این دو دیدگاه پذیرفته نیست. آنچه امروز به عنوان ناپایداری محیطی شناخته می‌شود عبارت است از ناتوانی مدیران در شناسایی محرک‌های تغییر و پیش‌بینی تأثیرات آن‌ها بر محیط و آیندهٔ شرکت متبوعشان. طبق این تعریف، ناپایداری یکی از ویژگی‌های محیط است که در نتیجهٔ ضعف‌های ادراکی مدیران نمود می‌یابد.